# McCaysville
McCaysville és una població dels Estats Units a l'estat de Geòrgia. Segons el cens del 2000 tenia 1.071 habitants.

## Demografia
Segons el cens del 2000, McCaysville tenia 1.071 habitants, 540 habitatges, i 324 famílies. La densitat de població era de 263,4 habitants/km².
Dels 540 habitatges en un 20,7% hi vivien nens de menys de 18 anys, en un 40,9% hi vivien parelles casades, en un 14,8% dones solteres, i en un 40% no eren unitats familiars. En el 38,3% dels habitatges hi vivien persones soles el 23,9% de les quals corresponia a persones de 65 anys o més que vivien soles. El nombre mitjà de persones vivint en cada habitatge era d'1,98 i el nombre mitjà de persones que vivien en cada família era de 2,57.
Per edats la població es repartia de la següent manera: un 17,9% tenia menys de 18 anys, un 6,3% entre 18 i 24, un 20,6% entre 25 i 44, un 26,3% de 45 a 60 i un 28,8% 65 anys o més.
L'edat mediana era de 48 anys. Per cada 100 dones de 18 o més anys hi havia 73,7 homes.
La renda mediana per habitatge era de 18.583 $ i la renda mediana per família de 30.078 $. Els homes tenien una renda mediana de 27.045 $ mentre que les dones 20.185 $. La renda per capita de la població era de 12.904 $. Entorn del 14% de les famílies i el 23,2% de la població estaven per davall del llindar de pobresa.

## Poblacions més properes
El següent diagrama mostra les poblacions més properes.